# 010 (альбом The Mad Capsule Markets)
010 — десятый студийный альбом японской панк-техно-группы The Mad Capsule Markets, вышедший в Японии в 2001 году. Этот альбом оказался более коммерчески успешным, чем Osc-Dis — предыдущий альбом коллектива. В чарте Official Japanese Album Charts (Oricon) от 23 июля 2001 года альбом занял 5 место.
На CD альбом впервые был выпущен в Японии 11 июля 2001 года, а 23 января 2002 был выпущен там же на грампластинках (оба выпуска были совершены компанией Palm Star Records). В 2003 году альбом 010 также был выпущен в Великобритании (3 марта) на CD и DVD и в США на CD. Британское издание было дополнено видео из альбома Osc-Dis, при этом все композиции альбома были переработаны. Релизы неяпонских изданий осуществлялись лейблом Palm Pictures.
Композиция Xxx Can of This посвящена каннабису: фраза can of this при быстром произнесении соответствует звучанию слова cannabis.

## Список композиций
Слова и музыка всех песен — Кионо и Такэси Уэда, за исключением песен с указанным авторством. В альбоме находится 14 композиций.
| №   | Название                               | Длительность |
| --- | -------------------------------------- | ------------ |
| 1.  | «Introduction 010» (Уэда)              | 3:08         |
| 2.  | «Come»                                 | 4:00         |
| 3.  | «Chaos Step»                           | 3:19         |
| 4.  | «Gaga Life»                            | 3:58         |
| 5.  | «Jam!»                                 | 4:08         |
| 6.  | «Kumo (яп. 雲-kumo- Облако)»           | 5:48         |
| 7.  | «Wardance» (Killing Joke)              | 3:33         |
| 8.  | «Xxx Can of This» (Кионо, Майлз, Уэда) | 3:18         |
| 9.  | «Bit Crusherrrr»                       | 3:07         |
| 10. | «This Is the Mad Style» (Уэда)         | 0:32         |
| 11. | «Good Day»                             | 3:47         |
| 12. | «Fly High»                             | 3:51         |
| 13. | «No Food, Drink, or Smoking» (Уэда)    | 2:43         |
| 14. | «R.D.M.C»                              | 4:23         |

## Участники записи
Рабочая группа состояла из следующих участников:
- Хигаси Исида — фото
- Кей Кусама — программирование
- Хироси Кёно — вокал
- The Mad Capsule Markets — продюсирование
- Джеки Майлз — перевод на английский язык
- Мотокацу Миягами — перкуссия
- Кацуфуми Тамиока — графическре оформление
- Такэси Уэда — синтезатор, бас-гитара, программирование, бэк-вокал
- Тору Уада — оформление
- Кацусиге Ямазаки — сведение